# هوخرس‌میلده
هوخرس‌میلده (به هلندی: Hoogersmilde) یک منطقهٔ مسکونی در هلند است که در میدن-درنته واقع شده‌است. هوخرس‌میلده ۱٬۴۶۰ نفر جمعیت دارد.